# Ревалоризация
Ревалоризация (фр. revalorisation «переоценка; повышение (стоимости, ценности, зарплаты); обновление, реновация (района застройки)», лат. valor «значение, ценность») — это процесс переоценки ценности какого-либо объекта, что стало одним из популярных способов использования и переосмысления исторического, культурного и других видов наследия в постоянно меняющемся сегодняшнем обществе. Этот метод использования наследия является способом придания большей значимости («реставрации») важных монументов и мест, обладающих историческим значением. Первоначально укрепление значимости должно представлять собой пересматривание объектной ценности для обществ, а затем только других общественных институтов.

## Проблематики
Феномен быстро меняющейся современности заставляет задумываться и пересматривать расхожие представления о значимости (в общем представлении) исторического процесса, важных объектов для него и «реставрации старого» в конструировании и пересмотре значения для современности. Глубокий социологический и исторический процесс переосмысления находится в стадии смены восприятию «имиджа» наследия, что привлекает внимание общества к феноменологии переосмысления «места памяти» (Нора, 1999). Существуют некоторые различия в понимании этого интерпретационного явления, которые должны отражать многогранность процесса и вызваны переоцениванием, в силу именно динамики применения, различных методов в различных культурологических сферах жизни нашего общества. Различия не всегда могут позволять делать адекватные обобщения, поскольку разные концепции постоянно могут конфликтовать между собой. При процессе ревалоризации наследия необходимо рассматривать ценность объекта.
Четыре основных составляющих критерия ценности каждого объекта при ревалоризации:
- Аутентичность
- Историческая ценность
- Внешние ценности
- Добавленные ценности

Особое внимание нужно обратить на то, что процесс ревалоризации должен происходить в ареале возможно-созданной оригинальности и колоритности времени и места создания объекта. Всё, что пишется или говорится об этом интерпретируемом процессе (реставрация наследия), не должно быть домыслом или слухом, а, скорее наоборот, должно стремиться культивировать важность процесса и возможную элитарность памятника-наследия (Чепайтене, 2010). Монументы не представляют собой что-то постоянно меняющееся, но могут быть по-новому переосмыслены через их активное использование в мирной среде для общества. Динамика ревалоризации не должна затруднять анализ, а также обобщение, в сфере историографии и культурологии всего наследия. В дополнение к этому, культурно-социальный процесс может привносить новые концепции в исследования для расширения восприятия проблематики.

## Ревалоризация в современном обществе

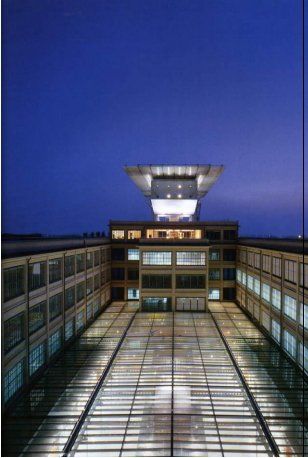
Завод Fiat в Турине, Италия

Хорошим примером ревалоризации зачастую становится промышленное наследие, состоящее из остатков индустриальных построек и индустриальной культуры, которое имеет первоначально технологическое, научное и социальное, а потом уже историческое и архитектурное значение. Многие остатки индустрии состоят из различных промышленных зданий, а также техники, мастерских, заводов, фабрик, шахт и мест для переработки и обработки природных и искусственно созданных ресурсов (Christian and et., 2007), а также мест для различных социальных видов производства, связанных с промышленностью. Пример попытки дать «вторую жизнь» объекту индустриального наследия — один из заводов в Турине постройки начала двадцатого века. Конструирование завода было начато в 1916 в городском районе Линготто; позднее он использовался автопромышленной компанией Fiat, но был закрыт и трансформирован в современный комплекс для различных культурных событий, таких как концерты, театральные представления и т. д. Этот комплекс обладает положительными и отрицательными сторонами, так как он был перестроен и ревалоризирован. Положительные стороны можно увидеть в современной культуре на примере использования комплекса для Зимних Олимпийских игр 2006 и в фильмах нескольких итальянских режиссёров. Архитектурный индустриальный комплекс можно увидеть в фильмах «Мафиозо» (1962), «Ограбление по-итальянски» (1969), и т. д. На бывшем комплексе компании Fiat можно увидеть минусы переоценивания функциональных качеств индустриального наследия: промышленный объект полностью утратил первоначальную аутентичную функцию производства индустриального продукта, для которой он создавался первоначально.